# Sojo
Sojo (en euskera Soxo y oficialmente Soxo/Sojo) es un concejo del municipio de Ayala, en la provincia de Álava. 

## Despoblado
Forma parte del concejo una fracción del despoblado de:
- Oribe.[2]

## Demografía
| Gráfica de evolución demográfica de Sojo entre 2000 y 2017  |
|                                                             |
| Población de derecho según los censos de población del INE. |